# Stanley-Cup-Playoffs 1991
Die Playoffs um den Stanley Cup des Jahres 1991 begannen am 3. April 1991 und endeten am 25. Mai 1991 mit dem 4:2-Sieg der Pittsburgh Penguins gegen die Minnesota North Stars. Die Penguins gewannen damit bei ihrer ersten Final-Teilnahme auch ihren ersten Stanley Cup, den sie im Folgejahr verteidigten. Zudem stellten sie in ihrem Kapitän Mario Lemieux den Topscorer sowie den mit der Conn Smythe Trophy ausgezeichneten Most Valuable Player der Playoffs. Die unterlegenen Minnesota North Stars hingegen bestritten nach 1981 ihr zweites Stanley-Cup-Finale der Franchise-Geschichte; dieses hatten sie gegen die New York Islanders verloren. Zugleich fand 1981 auch das letzte Finale mit Beteiligung zweier US-amerikanischer Mannschaften statt.
Mit insgesamt 92 bestrittenen Partien stellten die Playoffs 1991 einen neuen NHL-Rekord auf, der erst 2014 mit 93 Spielen übertroffen wurde. Ferner wurde zum ersten Mal seit 1973 keine Serie mit einem Sweep entschieden.

## Modus
Nachdem sich aus jeder Division die vier punktbesten Teams qualifiziert haben, starten die im K.-o.-System ausgetragenen Playoffs. Dabei trifft der jeweilige Erste auf den Vierten und der Zweite auf den Dritten einer jeden Division, sodass in den ersten zwei Runden die Divisionssieger ausgespielt werden. Diese treten in der Folge im Conference-Finale um den Einzug ins Stanley-Cup-Finale an.
Alle Serien jeder Runde werden im Best-of-Seven-Modus ausgespielt, das heißt, dass ein Team vier Siege zum Erreichen der nächsten Runde benötigt. Das höher gesetzte Team hat dabei in den ersten beiden Spielen Heimrecht, die nächsten beiden das gegnerische Team. Sollte bis dahin kein Sieger aus der Runde hervorgegangen sein, wechselt das Heimrecht von Spiel zu Spiel. So hat die höher gesetzte Mannschaft in den Spielen 1, 2, 5 und 7, also vier der maximal sieben Spiele, einen Heimvorteil. Der Sieger der Prince of Wales Conference wird mit der Prince of Wales Trophy ausgezeichnet und der Sieger der Campbell Conference mit der Clarence S. Campbell Bowl.
Bei Spielen, die nach der regulären Spielzeit von 60 Minuten unentschieden bleiben, folgt die Overtime. Sie endet durch das erste erzielte Tor (Sudden Death).

## Qualifizierte Teams
| Adams Division - (A1) Boston Bruins - (A2) Canadiens de Montréal - (A3) Buffalo Sabres - (A4) Hartford Whalers Patrick Division - (P1) Pittsburgh Penguins - (P2) New York Rangers - (P3) Washington Capitals - (P4) New Jersey Devils | Norris Division - (N1) Chicago Blackhawks - (N2) St. Louis Blues - (N3) Detroit Red Wings - (N4) Minnesota North Stars Smythe Division - (S1) Los Angeles Kings - (S2) Calgary Flames - (S3) Edmonton Oilers - (S4) Vancouver Canucks |

## Playoff-Baum
|  | Division-Halbfinale | Division-Halbfinale   | Division-Halbfinale   |                       |                       | Division-Finale | Division-Finale              | Division-Finale |  |  | Conference-Finale | Conference-Finale | Conference-Finale |  |  | Stanley-Cup-Finale | Stanley-Cup-Finale | Stanley-Cup-Finale |
|  |                     |                       |                       |                       |                       |                 |                              |                 |  |  |                   |                   |                   |  |  |                    |                    |                    |
|  | A1                  | Boston Bruins         | 4                     |                       |                       |                 |                              |                 |  |  |                   |                   |                   |  |  |                    |                    |                    |
|  | A4                  | Hartford Whalers      | 2                     |                       |                       |                 |                              |                 |  |  |                   |                   |                   |  |  |                    |                    |                    |
|  | A4                  | Hartford Whalers      | 2                     | A1                    | Boston Bruins         | 4               |                              |                 |  |  |                   |                   |                   |  |  |                    |                    |                    |
|  |                     |                       |                       | A1                    | Boston Bruins         | 4               |                              |                 |  |  |                   |                   |                   |  |  |                    |                    |                    |
|  |                     |                       | A2                    | Canadiens de Montréal | 3                     |                 |                              |                 |  |  |                   |                   |                   |  |  |                    |                    |                    |
|  | A2                  | Canadiens de Montréal | A2                    | Canadiens de Montréal | 3                     | 4               |                              |                 |  |  |                   |                   |                   |  |  |                    |                    |                    |
|  | A2                  | Canadiens de Montréal |                       |                       |                       | 4               |                              |                 |  |  |                   |                   |                   |  |  |                    |                    |                    |
|  | A3                  | Buffalo Sabres        | 2                     |                       |                       |                 |                              |                 |  |  |                   |                   |                   |  |  |                    |                    |                    |
|  | A3                  | Buffalo Sabres        | 2                     | A1                    | Boston Bruins         | 2               |                              |                 |  |  |                   |                   |                   |  |  |                    |                    |                    |
|  |                     |                       |                       | A1                    | Boston Bruins         | 2               | Prince of Wales Conference   |                 |  |  |                   |                   |                   |  |  |                    |                    |                    |
|  |                     | P1                    | Pittsburgh Penguins   | 4                     |                       |                 |                              |                 |  |  |                   |                   |                   |  |  |                    |                    |                    |
|  | P1                  | P1                    | Pittsburgh Penguins   | 4                     | Pittsburgh Penguins   | 4               |                              |                 |  |  |                   |                   |                   |  |  |                    |                    |                    |
|  | P1                  |                       |                       |                       | Pittsburgh Penguins   | 4               |                              |                 |  |  |                   |                   |                   |  |  |                    |                    |                    |
|  | P4                  | New Jersey Devils     | 3                     |                       |                       |                 |                              |                 |  |  |                   |                   |                   |  |  |                    |                    |                    |
|  | P4                  | New Jersey Devils     | 3                     | P1                    | Pittsburgh Penguins   | 4               |                              |                 |  |  |                   |                   |                   |  |  |                    |                    |                    |
|  |                     |                       |                       | P1                    | Pittsburgh Penguins   | 4               |                              |                 |  |  |                   |                   |                   |  |  |                    |                    |                    |
|  |                     |                       | P3                    | Washington Capitals   | 1                     |                 |                              |                 |  |  |                   |                   |                   |  |  |                    |                    |                    |
|  | P2                  | New York Rangers      | P3                    | Washington Capitals   | 1                     | 2               |                              |                 |  |  |                   |                   |                   |  |  |                    |                    |                    |
|  | P2                  | New York Rangers      |                       |                       |                       |                 |                              |                 |  |  |                   |                   |                   |  |  |                    |                    |                    |
|  | P3                  | Washington Capitals   | 4                     |                       |                       |                 |                              |                 |  |  |                   |                   |                   |  |  |                    |                    |                    |
|  | P3                  | Washington Capitals   | 4                     | P1                    | Pittsburgh Penguins   | 4               |                              |                 |  |  |                   |                   |                   |  |  |                    |                    |                    |
|  |                     |                       |                       |                       |                       |                 |                              |                 |  |  |                   |                   |                   |  |  |                    |                    |                    |
|  |                     | N4                    | Minnesota North Stars | 2                     |                       |                 |                              |                 |  |  |                   |                   |                   |  |  |                    |                    |                    |
|  | N1                  | N4                    | Minnesota North Stars | 2                     | Chicago Blackhawks    | 2               |                              |                 |  |  |                   |                   |                   |  |  |                    |                    |                    |
|  | N1                  |                       |                       |                       | Chicago Blackhawks    | 2               |                              |                 |  |  |                   |                   |                   |  |  |                    |                    |                    |
|  | N4                  | Minnesota North Stars | 4                     |                       |                       |                 |                              |                 |  |  |                   |                   |                   |  |  |                    |                    |                    |
|  | N4                  | Minnesota North Stars | 4                     | N4                    | Minnesota North Stars | 4               |                              |                 |  |  |                   |                   |                   |  |  |                    |                    |                    |
|  |                     |                       |                       | N4                    | Minnesota North Stars | 4               |                              |                 |  |  |                   |                   |                   |  |  |                    |                    |                    |
|  |                     |                       | N2                    | St. Louis Blues       | 2                     |                 |                              |                 |  |  |                   |                   |                   |  |  |                    |                    |                    |
|  | N2                  | St. Louis Blues       | N2                    | St. Louis Blues       | 2                     | 4               |                              |                 |  |  |                   |                   |                   |  |  |                    |                    |                    |
|  | N2                  | St. Louis Blues       |                       |                       |                       | 4               |                              |                 |  |  |                   |                   |                   |  |  |                    |                    |                    |
|  | N3                  | Detroit Red Wings     | 3                     |                       |                       |                 |                              |                 |  |  |                   |                   |                   |  |  |                    |                    |                    |
|  | N3                  | Detroit Red Wings     | 3                     | N4                    | Minnesota North Stars | 4               |                              |                 |  |  |                   |                   |                   |  |  |                    |                    |                    |
|  |                     |                       |                       | N4                    | Minnesota North Stars | 4               | Clarence Campbell Conference |                 |  |  |                   |                   |                   |  |  |                    |                    |                    |
|  |                     | S3                    | Edmonton Oilers       | 1                     |                       |                 |                              |                 |  |  |                   |                   |                   |  |  |                    |                    |                    |
|  | S1                  | S3                    | Edmonton Oilers       | 1                     | Los Angeles Kings     | 4               |                              |                 |  |  |                   |                   |                   |  |  |                    |                    |                    |
|  | S1                  |                       |                       |                       |                       |                 |                              |                 |  |  |                   |                   |                   |  |  |                    |                    |                    |
|  | S4                  | Vancouver Canucks     | 2                     |                       |                       |                 |                              |                 |  |  |                   |                   |                   |  |  |                    |                    |                    |
|  | S4                  | Vancouver Canucks     | 2                     | S1                    | Los Angeles Kings     | 2               |                              |                 |  |  |                   |                   |                   |  |  |                    |                    |                    |
|  |                     |                       |                       | S1                    | Los Angeles Kings     | 2               |                              |                 |  |  |                   |                   |                   |  |  |                    |                    |                    |
|  |                     |                       | S3                    | Edmonton Oilers       | 4                     |                 |                              |                 |  |  |                   |                   |                   |  |  |                    |                    |                    |
|  | S2                  | Calgary Flames        | S3                    | Edmonton Oilers       | 4                     | 3               |                              |                 |  |  |                   |                   |                   |  |  |                    |                    |                    |
|  | S2                  | Calgary Flames        |                       |                       |                       |                 |                              |                 |  |  |                   |                   |                   |  |  |                    |                    |                    |
|  | S3                  | Edmonton Oilers       | 4                     |                       |                       |                 |                              |                 |  |  |                   |                   |                   |  |  |                    |                    |                    |

## Division-Halbfinale

### Prince of Wales Conference

#### (A1) Boston Bruins – (A4) Hartford Whalers
| 3. April 1991 | Boston Bruins Jeff Lazaro (0:23) Petri Skriko (34:45) | 2:5 (1:1, 1:2, 0:2) Spielbericht Stand: 0:1 | Hartford Whalers Pat Verbeek (14:11) Kevin Dineen (22:18) Rob Brown (29:37) John Cullen (55:49) Paul Cyr (56:17) | Boston Garden, Boston, Massachusetts Zuschauer: 14.448 |

| 5. April 1991 | Boston Bruins Petri Skriko (0:13) Cam Neely (29:22) Cam Neely (51:39) Cam Neely (56:38) | 4:3 (1:2, 1:1, 2:0) Spielbericht Stand: 1:1 | Hartford Whalers Mark Hunter (5:08) Pat Verbeek (18:55) Randy Ladouceur (38:12) | Boston Garden, Boston, Massachusetts Zuschauer: 14.448 |

| 7. April 1991 | Hartford Whalers Mark Hunter (26:19) Pat Verbeek (41:59) Terry Yake (55:21) | 3:6 (0:1, 1:1, 2:4) Spielbericht Stand: 1:2 | Boston Bruins Ray Bourque (11:07) Glen Wesley (30:38) Garry Galley (46:49) Dave Christian (47:07) Bob Sweeney (50:05) Craig Janney (54:08) | Hartford Civic Center, Hartford, Connecticut Zuschauer: 15.635 |

| 9. April 1991 | Hartford Whalers John Cullen (2:40) Mark Hunter (3:39) Mark Hunter (12:15) Zarley Zalapski (15:55) | 4:3 (4:2, 0:0, 0:1) Spielbericht Stand: 2:2 | Boston Bruins Dave Christian (15:30) Petri Skriko (16:57) Ken Hodge (54:28) | Hartford Civic Center, Hartford, Connecticut Zuschauer: 14.198 |

| 11. April 1991 | Boston Bruins Ray Bourque (41:20) Dave Christian (41:36) Jeff Lazaro (48:05) Cam Neely (50:20) Cam Neely (56:57) Jim Wiemer (57:53) | 6:1 (0:0, 0:1, 6:0) Spielbericht Stand: 3:2 | Hartford Whalers Brad Shaw (27:16) | Boston Garden, Boston, Massachusetts Zuschauer: 14.448 |

| 13. April 1991 | Hartford Whalers Mark Hunter (53:01) | 1:3 (0:2, 0:1, 1:0) Spielbericht Stand: 2:4 | Boston Bruins Nevin Markwart (3:17) Bob Sweeney (8:50) Dave Christian (22:34) | Hartford Civic Center, Hartford, Connecticut Zuschauer: 15.635 |

#### (A2) Canadiens de Montréal – (A3) Buffalo Sabres
| 3. April 1991 | Canadiens de Montréal Sylvain Lefebvre (10:35) Russ Courtnall (17:14) Mathieu Schneider (18:07) Russ Courtnall (18:33) Stéphane Richer (22:06) Brent Gilchrist (37:25) Denis Savard (42:14) | 7:5 (4:2, 2:1, 1:2) Spielbericht Stand: 1:0 | Buffalo Sabres Benoît Hogue (1:48) Grant Ledyard (2:12) Pierre Turgeon (29:23) Rick Vaive (45:03) Kevin Haller (50:22) | Forum de Montréal, Montréal, Québec Zuschauer: 16.343 |

| 5. April 1991 | Canadiens de Montréal Brent Gilchrist (25:09) Mike McPhee (27:36) Russ Courtnall (40:36) Stéphane Richer (49:51) Guy Carbonneau (58:39) | 5:4 (0:1, 2:1, 3:2) Spielbericht Stand: 2:0 | Buffalo Sabres Uwe Krupp (2:05) Pierre Turgeon (33:44) Dale Hawerchuk (42:06) Darrin Shannon (44:52) | Forum de Montréal, Montréal, Québec Zuschauer: 16.811 |

| 7. April 1991 | Buffalo Sabres Tony Tanti (2:20) Christian Ruuttu (5:38) Benoît Hogue (24:20) Grant Ledyard (31:14) Mike Ramsey (42:38) | 5:4 (2:3, 2:1, 1:0) Spielbericht Stand: 1:2 | Canadiens de Montréal Shayne Corson (4:07) Brent Gilchrist (9:56) Russ Courtnall (11:47) Brent Gilchrist (37:58) | Buffalo Memorial Auditorium, Buffalo, New York Zuschauer: 14.609 |

| 9. April 1991 | Buffalo Sabres Benoît Hogue (5:59) Dave Andreychuk (8:01) Pierre Turgeon (12:30) Tony Tanti (20:16) Rob Ray (21:44) Dale Hawerchuk (46:18) | 6:4 (3:2, 2:2, 1:0) Spielbericht Stand: 2:2 | Canadiens de Montréal Éric Desjardins (5:23) Stéphane Richer (5:31) Shayne Corson (24:10) Stéphane Richer (34:40) | Buffalo Memorial Auditorium, Buffalo, New York Zuschauer: 14.076 |

| 11. April 1991 | Canadiens de Montréal Mike Keane (2:14) Brian Skrudland (6:42) Mike Keane (29:49) Russ Courtnall (65:56) | 4:3 n. V. (2:1, 1:1, 0:1, 1:0) Spielbericht Stand: 3:2 | Buffalo Sabres Lou Franceschetti (8:12) Grant Ledyard (24:54) Dave Andreychuk (56:55) | Forum de Montréal, Montréal, Québec Zuschauer: 16.985 |

| 13. April 1991 | Buffalo Sabres Dave Snuggerud (32:58) | 1:5 (0:0, 1:3, 0:2) Spielbericht Stand: 2:4 | Canadiens de Montréal Brent Gilchrist (23:06) Shayne Corson (34:15) Shayne Corson (35:35) Denis Savard (40:39) Stéphane Richer (49:19) | Buffalo Memorial Auditorium, Buffalo, New York Zuschauer: 16.325 |

#### (P1) Pittsburgh Penguins – (P4) New Jersey Devils
| 3. April 1991 | Pittsburgh Penguins Mario Lemieux (30:48) | 1:3 (0:0, 1:1, 0:2) Spielbericht Stand: 0:1 | New Jersey Devils Peter Šťastný (35:32) Peter Šťastný (44:12) Laurie Boschman (45:02) | Civic Arena, Pittsburgh, Pennsylvania Zuschauer: 16.164 |

| 5. April 1991 | Pittsburgh Penguins Kevin Stevens (6:54) Paul Coffey (30:32) Phil Bourque (37:01) Troy Loney (43:21) Jaromír Jágr (68:52) | 5:4 n. V. (1:1, 2:2, 1:1, 1:0) Spielbericht Stand: 1:1 | New Jersey Devils John MacLean (2:50) John MacLean (21:44) Brendan Shanahan (31:47) Alexei Kassatonow (44:06) | Civic Arena, Pittsburgh, Pennsylvania Zuschauer: 16.164 |

| 7. April 1991 | New Jersey Devils Brendan Shanahan (12:32) Brendan Shanahan (33:22) Doug Brown (54:46) | 3:4 (1:1, 1:1, 1:2) Spielbericht Stand: 1:2 | Pittsburgh Penguins Mark Recchi (4:56) Bob Errey (22:05) Joe Mullen (43:15) Mark Recchi (59:10) | Brendan Byrne Arena, East Rutherford, New Jersey Zuschauer: 16.899 |

| 9. April 1991 | New Jersey Devils Claude Lemieux (6:45) Peter Šťastný (7:38) John MacLean (56:42) Claude Lemieux (58:43) | 4:1 (2:0, 0:0, 2:1) Spielbericht Stand: 2:2 | Pittsburgh Penguins Mario Lemieux (44:41) | Brendan Byrne Arena, East Rutherford, New Jersey Zuschauer: 16.552 |

| 11. April 1991 | Pittsburgh Penguins Ron Francis (40:54) Larry Murphy (43:41) | 2:4 (0:2, 0:0, 2:2) Spielbericht Stand: 2:3 | New Jersey Devils John MacLean (3:20) Bruce Driver (13:15) Claude Lemieux (52:59) Doug Brown (59:38) | Civic Arena, Pittsburgh, Pennsylvania Zuschauer: 16.164 |

| 13. April 1991 | New Jersey Devils John MacLean (3:29) Eric Weinrich (32:32) Claude Lemieux (33:48) | 3:4 (1:3, 2:1, 0:0) Spielbericht Stand: 3:3 | Pittsburgh Penguins Kevin Stevens (10:49) Kevin Stevens (13:17) Jaromír Jágr (19:37) Ron Francis (26:42) | Brendan Byrne Arena, East Rutherford, New Jersey Zuschauer: 19.040 |

| 15. April 1991 | Pittsburgh Penguins Jiří Hrdina (6:17) Mario Lemieux (13:06) Jiří Hrdina (20:29) Paul Coffey (40:56) | 4:0 (2:0, 1:0, 1:0) Spielbericht Stand: 4:3 | New Jersey Devils | Civic Arena, Pittsburgh, Pennsylvania Zuschauer: 16.164 |

#### (P2) New York Rangers – (P3) Washington Capitals
| 3. April 1991 | New York Rangers Jan Erixon (24:20) Bernie Nicholls (36:58) | 2:1 (0:0, 2:0, 0:1) Spielbericht Stand: 1:0 | Washington Capitals Michal Pivoňka (58:27) | Madison Square Garden, New York City, New York Zuschauer: 16.792 |

| 5. April 1991 | New York Rangers | 0:3 (0:1, 0:0, 0:2) Spielbericht Stand: 1:1 | Washington Capitals Dino Ciccarelli (1:40) Kelly Miller (45:24) Michal Pivoňka (59:34) | Madison Square Garden, New York City, New York Zuschauer: 16.792 |

| 7. April 1991 | Washington Capitals | 0:6 (0:2, 0:2, 0:2) Spielbericht Stand: 1:2 | New York Rangers Kris King (8:07) Mike Gartner (19:29) Bernie Nicholls (32:17) Mark Janssens (35:47) Bernie Nicholls (46:34) Darren Turcotte (57:15) | Capital Centre, Landover, Maryland Zuschauer: 16.592 |

| 9. April 1991 | Washington Capitals Kevin Hatcher (20:25) Dave Tippett (35:31) Brad May (49:37) | 3:2 (0:1, 2:0, 1:1) Spielbericht Stand: 2:2 | New York Rangers Bernie Nicholls (4:04) Mark Janssens (54:32) | Capital Centre, Landover, Maryland Zuschauer: 15.741 |

| 11. April 1991 | New York Rangers Corey Millen (10:35) Brian Leetch (18:51) Mark Janssens (38:31) Steven Rice (49:29) | 4:5 n. V. (2:1, 1:2, 1:1, 0:1) Spielbericht Stand: 2:3 | Washington Capitals Mike Ridley (12:32) Kelly Miller (21:01) Mike Lalor (35:26) Kevin Hatcher (52:59) Dino Ciccarelli (66:44) | Madison Square Garden, New York City, New York Zuschauer: 16.792 |

| 13. April 1991 | Washington Capitals Dmytro Chrystytsch (2:46) Kelly Miller (4:09) Mike Ridley (7:06) Steve Leach (31:58) | 4:2 (3:0, 1:2, 0:0) Spielbericht Stand: 4:2 | New York Rangers Kris King (28:57) Steven Rice (38:34) | Capital Centre, Landover, Maryland Zuschauer: 18.130 |

### Clarence Campbell Conference

#### (N1) Chicago Blackhawks – (N4) Minnesota North Stars
| 4. April 1991 | Chicago Blackhawks Jeremy Roenick (0:13) Doug Wilson (4:06) Dirk Graham (29:08) | 3:4 n. V. (2:2, 1:0, 0:1, 0:1) Spielbericht Stand: 0:1 | Minnesota North Stars Mark Tinordi (1:24) Neal Broten (2:08) Neal Broten (46:22) Brian Propp (64:14) | Chicago Stadium, Chicago, Illinois Zuschauer: 18.102 |

| 6. April 1991 | Chicago Blackhawks Steve Larmer (12:58) Jeremy Roenick (23:30) Warren Rychel (34:40) Steve Konroyd (36:39) Steve Larmer (59:11) | 5:2 (1:0, 3:0, 1:2) Spielbericht Stand: 1:1 | Minnesota North Stars Basil McRae (56:03) Brian Bellows (57:46) | Chicago Stadium, Chicago, Illinois Zuschauer: 18.190 |

| 8. April 1991 | Minnesota North Stars Bobby Smith (2:34) Brian Bellows (6:10) Dave Gagner (10:35) Dave Gagner (17:55) Mike Modano (18:26) | 5:6 (5:2, 0:2, 0:2) Spielbericht Stand: 1:2 | Chicago Blackhawks Steve Larmer (5:27) Chris Chelios (8:35) Steve Larmer (20:39) Doug Wilson (25:03) Steve Thomas (43:48) Jeremy Roenick (46:15) | Met Center, Bloomington, Minnesota Zuschauer: 12.753 |

| 10. April 1991 | Minnesota North Stars Neal Broten (24:48) Mike Craig (31:30) Mark Tinordi (34:52) | 3:1 (0:0, 3:0, 0:1) Spielbericht Stand: 2:2 | Chicago Blackhawks Steve Larmer (55:02) | Met Center, Bloomington, Minnesota Zuschauer: 14.343 |

| 12. April 1991 | Chicago Blackhawks | 0:6 (0:1, 0:4, 0:1) Spielbericht Stand: 2:3 | Minnesota North Stars Brian Propp (17:59) Mark Tinordi (20:32) Dave Gagner (26:46) Bobby Smith (27:16) Neal Broten (34:30) Brian Propp (56:06) | Chicago Stadium, Chicago, Illinois Zuschauer: 17.641 |

| 14. April 1991 | Minnesota North Stars Neil Wilkinson (11:49) Brian Bellows (12:58) Brian Bellows (46:29) | 3:1 (2:0, 0:0, 1:1) Spielbericht Stand: 4:2 | Chicago Blackhawks Keith Brown (55:51) | Met Center, Bloomington, Minnesota Zuschauer: 15.274 |

#### (N2) St. Louis Blues – (N3) Detroit Red Wings
| 4. April 1991 | St. Louis Blues Brett Hull (33:10) Brett Hull (50:23) Adam Oates (52:44) | 3:6 (0:1, 1:2, 2:3) Spielbericht Stand: 0:1 | Detroit Red Wings Brad McCrimmon (13:37) Steve Yzerman (27:08) Steve Yzerman (32:01) Sergei Fjodorow (41:52) Kevin Miller (49:19) Steve Yzerman (54:55) | St. Louis Arena, St. Louis, Missouri Zuschauer: 17.105 |

| 6. April 1991 | St. Louis Blues Jeff Brown (45:28) Dan Quinn (46:46) Brett Hull (52:00) Rich Sutter (59:24) | 4:2 (0:2, 0:0, 4:0) Spielbericht Stand: 1:1 | Detroit Red Wings Yves Racine (9:08) Bob Probert (16:56) | St. Louis Arena, St. Louis, Missouri Zuschauer: 17.579 |

| 8. April 1991 | Detroit Red Wings Kevin Miller (35:19) Keith Primeau (41:12) Jimmy Carson (48:34) Steve Chiasson (49:05) Kevin Miller (59:42) | 5:2 (0:0, 1:1, 4:1) Spielbericht Stand: 2:1 | St. Louis Blues Bob Bassen (31:00) Gino Cavallini (58:39) | Joe Louis Arena, Detroit, Michigan Zuschauer: 19.875 |

| 10. April 1991 | Detroit Red Wings Steve Chiasson (4:01) Steve Chiasson (37:05) Rick Zombo (48:58) Brent Fedyk (51:16) | 4:3 (1:1, 1:0, 2:2) Spielbericht Stand: 3:1 | St. Louis Blues Dan Quinn (18:10) Brett Hull (45:22) Brett Hull (57:09) | Joe Louis Arena, Detroit, Michigan Zuschauer: 19.875 |

| 12. April 1991 | St. Louis Blues Adam Oates (3:45) Brett Hull (4:58) Adam Oates (9:29) Paul Cavallini (20:40) Adam Oates (30:33) Brett Hull (48:08) | 6:1 (3:1, 2:0, 1:0) Spielbericht Stand: 2:3 | Detroit Red Wings Bobby Dollas (2:12) | St. Louis Arena, St. Louis, Missouri Zuschauer: 17.842 |

| 14. April 1991 | Detroit Red Wings | 0:3 (0:1, 0:1, 0:1) Spielbericht Stand: 3:3 | St. Louis Blues Dave Thomlinson (7:00) Jeff Brown (22:24) Dave Lowry (58:19) | Joe Louis Arena, Detroit, Michigan Zuschauer: 19.875 |

| 16. April 1991 | St. Louis Blues Dan Quinn (12:24) Brett Hull (39:39) Rich Sutter (41:59) | 3:2 (1:0, 1:1, 1:1) Spielbericht Stand: 4:3 | Detroit Red Wings Yves Racine (23:24) Jimmy Carson (52:27) | St. Louis Arena, St. Louis, Missouri Zuschauer: 18.635 |

#### (S1) Los Angeles Kings – (S4) Vancouver Canucks
| 4. April 1991 | Los Angeles Kings Tomas Sandström (8:33) Bob Kudelski (10:42) Wayne Gretzky (26:01) Steve Kasper (26:39) Luc Robitaille (34:59) | 5:6 (2:3, 3:0, 0:3) Spielbericht Stand: 0:1 | Vancouver Canucks Dave Capuano (2:20) Igor Larionow (7:00) Geoff Courtnall (19:40) Geoff Courtnall (45:00) Geoff Courtnall (49:30) Cliff Ronning (57:29) | Great Western Forum, Inglewood, Kalifornien Zuschauer: 16.005 |

| 6. April 1991 | Los Angeles Kings Rob Blake (22:47) Luc Robitaille (43:13) Wayne Gretzky (71:08) | 3:2 n. V. (0:1, 1:1, 1:0, 1:0) Spielbericht Stand: 1:1 | Vancouver Canucks Tom Kurvers (10:35) Cliff Ronning (20:31) | Great Western Forum, Inglewood, Kalifornien Zuschauer: 16.005 |

| 8. April 1991 | Vancouver Canucks Cliff Ronning (20:41) Cliff Ronning (63:12) | 2:1 n. V. (0:0, 1:0, 0:1, 1:0) Spielbericht Stand: 2:1 | Los Angeles Kings Wayne Gretzky (51:53) | Pacific Coliseum, Vancouver, British Columbia Zuschauer: 16.123 |

| 10. April 1991 | Vancouver Canucks Cliff Ronning (9:14) | 1:6 (1:2, 0:1, 0:3) Spielbericht Stand: 2:2 | Los Angeles Kings Steve Kasper (8:30) Wayne Gretzky (13:11) Dave Taylor (30:20) Tony Granato (41:24) Mike Donnelly (54:21) Steve Duchesne (58:44) | Pacific Coliseum, Vancouver, British Columbia Zuschauer: 16.123 |

| 12. April 1991 | Los Angeles Kings Luc Robitaille (8:52) Luc Robitaille (16:48) Mike Donnelly (19:01) Steve Duchesne (26:25) Brad Jones (33:27) Tomas Sandström (36:14) Bob Kudelski (59:17) | 7:4 (3:2, 3:2, 1:0) Spielbericht Stand: 3:2 | Vancouver Canucks Jyrki Lumme (4:50) Cliff Ronning (13:59) Jyrki Lumme (21:37) Gerald Diduck (25:57) | Great Western Forum, Inglewood, Kalifornien Zuschauer: 16.005 |

| 14. April 1991 | Vancouver Canucks Tom Kurvers (36:13) | 1:4 (0:1, 1:0, 0:3) Spielbericht Stand: 2:4 | Los Angeles Kings Steve Duchesne (9:35) Dave Taylor (52:11) Mike Donnelly (58:47) Mike Donnelly (59:06) | Pacific Coliseum, Vancouver, British Columbia Zuschauer: 16.123 |

#### (S2) Calgary Flames – (S3) Edmonton Oilers
| 4. April 1991 | Calgary Flames Al MacInnis (12:07) | 1:3 (1:1, 0:1, 0:1) Spielbericht Stand: 0:1 | Edmonton Oilers Esa Tikkanen (18:20) Petr Klíma (30:18) Craig Simpson (54:35) | Olympic Saddledome, Calgary, Alberta Zuschauer: 20.176 |

| 6. April 1991 | Calgary Flames Gary Suter (12:53) Doug Gilmour (21:53) Paul Ranheim (23:53) | 3:1 (1:0, 2:1, 0:0) Spielbericht Stand: 1:1 | Edmonton Oilers Adam Graves (23:10) | Olympic Saddledome, Calgary, Alberta Zuschauer: 20.176 |

| 8. April 1991 | Edmonton Oilers Esa Tikkanen (2:14) Charlie Huddy (35:51) Glenn Anderson (49:47) Joe Murphy (59:46) | 4:3 (1:1, 1:2, 2:0) Spielbericht Stand: 2:1 | Calgary Flames Joe Nieuwendyk (2:03) Joel Otto (30:49) Gary Roberts (37:26) | Northlands Coliseum, Edmonton, Alberta Zuschauer: 17.242 |

| 10. April 1991 | Edmonton Oilers Mark Messier (21:11) Craig MacTavish (21:52) Esa Tikkanen (39:00) Esa Tikkanen (41:47) Kelly Buchberger (43:38) | 5:2 (0:2, 3:0, 2:0) Spielbericht Stand: 3:1 | Calgary Flames Joe Nieuwendyk (0:44) Sergei Makarow (14:02) | Northlands Coliseum, Edmonton, Alberta Zuschauer: 17.503 |

| 12. April 1991 | Calgary Flames Al MacInnis (3:28) Carey Wilson (7:56) Carey Wilson (27:37) Ric Nattress (28:48) Joe Nieuwendyk (59:59) | 5:3 (2:2, 2:1, 1:0) Spielbericht Stand: 2:3 | Edmonton Oilers Glenn Anderson (15:54) Adam Graves (18:13) Mark Messier (34:07) | Olympic Saddledome, Calgary, Alberta Zuschauer: 20.176 |

| 14. April 1991 | Edmonton Oilers Craig Simpson (12:13) | 1:2 n. V. (1:0, 0:1, 0:0, 0:1) Spielbericht Stand: 3:3 | Calgary Flames Paul Ranheim (29:12) Theoren Fleury (64:40) | Northlands Coliseum, Edmonton, Alberta Zuschauer: 17.503 |

| 16. April 1991 | Calgary Flames Robert Reichel (7:52) Joe Nieuwendyk (14:43) Theoren Fleury (16:00) Ronnie Stern (57:50) | 4:5 n. V. (3:1, 0:2, 1:1, 0:1) Spielbericht Stand: 3:4 | Edmonton Oilers Esa Tikkanen (17:03) Glenn Anderson (24:57) Esa Tikkanen (30:06) Anatoli Semjonow (44:38) Esa Tikkanen (66:58) | Olympic Saddledome, Calgary, Alberta Zuschauer: 20.176 |

## Division-Finale

### Prince of Wales Conference

#### (A1) Boston Bruins – (A2) Canadiens de Montréal
| 17. April 1991 | Boston Bruins Cam Neely (27:04) Cam Neely (50:12) | 2:1 (0:1, 1:0, 1:0) Spielbericht Stand: 1:0 | Canadiens de Montréal Mike Keane (7:09) | Boston Garden, Boston, Massachusetts Zuschauer: 14.448 |

| 19. April 1991 | Boston Bruins Ray Bourque (4:35) Ken Hodge (11:10) Dave Christian (47:54) | 3:4 n. V. (2:0, 0:1, 1:2, 0:1) Spielbericht Stand: 1:1 | Canadiens de Montréal Shayne Corson (39:31) Russ Courtnall (44:24) Stéphane Richer (51:30) Stéphane Richer (60:27) | Boston Garden, Boston, Massachusetts Zuschauer: 14.448 |

| 21. April 1991 | Canadiens de Montréal Russ Courtnall (16:31) Brian Skrudland (54:10) | 2:3 (1:2, 0:0, 1:1) Spielbericht Stand: 1:2 | Boston Bruins Petri Skriko (4:38) Bob Sweeney (5:11) Ken Hodge (58:39) | Forum de Montréal, Montréal, Québec Zuschauer: 17.955 |

| 23. April 1991 | Canadiens de Montréal Shayne Corson (5:05) Stéphane Richer (20:49) Shayne Corson (28:12) Mathieu Schneider (29:28) Stéphane Richer (44:09) Russ Courtnall (57:12) | 6:2 (1:1, 3:1, 2:0) Spielbericht Stand: 2:2 | Boston Bruins Ray Bourque (15:49) Cam Neely (39:59) | Forum de Montréal, Montréal, Québec Zuschauer: 17.957 |

| 25. April 1991 | Boston Bruins Cam Neely (19:06) Vladimír Růžička (39:02) Cam Neely (47:58) Cam Neely (48:09) | 4:1 (1:1, 1:0, 2:0) Spielbericht Stand: 3:2 | Canadiens de Montréal Brian Skrudland (19:54) | Boston Garden, Boston, Massachusetts Zuschauer: 14.448 |

| 27. April 1991 | Canadiens de Montréal Stéphan Lebeau (4:44) Shayne Corson (55:56) Shayne Corson (77:47) | 3:2 n. V. (1:1, 0:0, 1:1, 1:0) Spielbericht Stand: 3:3 | Boston Bruins Don Sweeney (8:06) Jeff Lazaro (41:26) | Forum de Montréal, Montréal, Québec Zuschauer: 17.955 |

| 29. April 1991 | Boston Bruins Dave Christian (26:30) Cam Neely (41:59) | 2:1 (0:0, 1:0, 1:1) Spielbericht Stand: 4:3 | Canadiens de Montréal Stéphan Lebeau (59:00) | Boston Garden, Boston, Massachusetts Zuschauer: 14.448 |

#### (P1) Pittsburgh Penguins – (P3) Washington Capitals
| 17. April 1991 | Pittsburgh Penguins Larry Murphy (17:45) Mario Lemieux (33:09) | 2:4 (1:0, 1:1, 0:3) Spielbericht Stand: 0:1 | Washington Capitals Calle Johansson (26:07) Kevin Hatcher (41:37) Al Iafrate (55:31) Kelly Miller (59:10) | Civic Arena, Pittsburgh, Pennsylvania Zuschauer: 16.164 |

| 19. April 1991 | Pittsburgh Penguins Phil Bourque (13:59) Joe Mullen (18:11) Mark Recchi (20:35) Mark Recchi (25:51) Kevin Stevens (33:35) Randy Gilhen (55:25) Kevin Stevens (69:10) | 7:6 n. V. (2:1, 3:2, 1:3, 1:0) Spielbericht Stand: 1:1 | Washington Capitals Dale Hunter (12:42) John Druce (23:46) Mike Ridley (31:36) Dino Ciccarelli (42:17) Dino Ciccarelli (48:05) Calle Johansson (50:26) | Civic Arena, Pittsburgh, Pennsylvania Zuschauer: 16.164 |

| 21. April 1991 | Washington Capitals Dino Ciccarelli (8:25) | 1:3 (1:1, 0:2, 0:0) Spielbericht Stand: 1:2 | Pittsburgh Penguins Mario Lemieux (4:53) Kevin Stevens (29:30) Bryan Trottier (35:32) | Capital Centre, Landover, Maryland Zuschauer: 18.130 |

| 23. April 1991 | Washington Capitals Tim Bergland (9:43) | 1:3 (1:1, 0:0, 0:2) Spielbericht Stand: 1:3 | Pittsburgh Penguins Mark Recchi (18:01) Kevin Stevens (49:14) Phil Bourque (59:28) | Capital Centre, Landover, Maryland Zuschauer: 17.867 |

| 25. April 1991 | Pittsburgh Penguins Joe Mullen (15:38) Ron Francis (24:11) Jaromír Jágr (47:53) Mark Recchi (58:43) | 4:1 (1:0, 1:1, 2:0) Spielbericht Stand: 4:1 | Washington Capitals Dave Tippett (29:13) | Civic Arena, Pittsburgh, Pennsylvania Zuschauer: 16.164 |

### Clarence Campbell Conference

#### (N2) St. Louis Blues – (N4) Minnesota North Stars
| 18. April 1991 | St. Louis Blues Rich Sutter (44:35) | 1:2 (0:2, 0:0, 1:0) Spielbericht Stand: 0:1 | Minnesota North Stars Dave Gagner (1:46) Shane Churla (19:49) | St. Louis Arena, St. Louis, Missouri Zuschauer: 16.911 |

| 20. April 1991 | St. Louis Blues Garth Butcher (1:06) Rod Brind’Amour (26:35) Adam Oates (47:55) Jeff Brown (53:41) Rich Sutter (59:41) | 5:2 (1:2, 1:0, 3:0) Spielbericht Stand: 1:1 | Minnesota North Stars Stewart Gavin (0:26) Brian Bellows (10:06) | St. Louis Arena, St. Louis, Missouri Zuschauer: 18.051 |

| 22. April 1991 | Minnesota North Stars Curt Giles (3:34) Stewart Gavin (5:29) Brian Bellows (7:52) Neil Wilkinson (10:48) Brian Propp (27:36) | 5:1 (4:0, 1:1, 0:0) Spielbericht Stand: 2:1 | St. Louis Blues Dave Thomlinson (33:58) | Met Center, Bloomington, Minnesota Zuschauer: 14.341 |

| 24. April 1991 | Minnesota North Stars Brian Bellows (1:12) Mike Modano (3:02) Mike Modano (8:53) Brian Glynn (26:26) Brian Propp (30:13) Dave Gagner (30:38) Brian Bellows (34:53) Brian Glynn (37:46) | 8:4 (3:1, 5:1, 0:2) Spielbericht Stand: 3:1 | St. Louis Blues Adam Oates (14:06) Brett Hull (29:08) Adam Oates (40:13) Brett Hull (42:16) | Met Center, Bloomington, Minnesota Zuschauer: 15.326 |

| 26. April 1991 | St. Louis Blues Rod Brind’Amour (1:46) Paul Cavallini (30:43) Dan Quinn (38:04) Dave Thomlinson (49:03) | 4:2 (1:0, 2:0, 1:2) Spielbericht Stand: 2:3 | Minnesota North Stars Brian Propp (54:04) Mike Modano (57:39) | St. Louis Arena, St. Louis, Missouri Zuschauer: 18.520 |

| 28. April 1991 | Minnesota North Stars Chris Dahlquist (40:19) Bobby Smith (43:50) Bobby Smith (58:56) | 3:2 (0:0, 0:0, 3:2) Spielbericht Stand: 4:2 | St. Louis Blues Brett Hull (57:18) Garth Butcher (59:43) | Met Center, Bloomington, Minnesota Zuschauer: 15.274 |

#### (S1) Los Angeles Kings – (S3) Edmonton Oilers
| 18. April 1991 | Los Angeles Kings Steve Kasper (5:17) Tomas Sandström (27:08) Luc Robitaille (52:07) Luc Robitaille (62:13) | 4:3 n. V. (1:0, 1:1, 1:2, 1:0) Spielbericht Stand: 1:0 | Edmonton Oilers Martin Gélinas (31:30) Mark Messier (40:20) Petr Klíma (45:34) | Great Western Forum, Inglewood, Kalifornien Zuschauer: 16.005 |

| 20. April 1991 | Los Angeles Kings Todd Elik (0:13) Bob Kudelski (19:40) Luc Robitaille (46:32) | 3:4 n. V. (2:2, 0:1, 1:0, 0:0, 0:1) Spielbericht Stand: 1:1 | Edmonton Oilers Kevin Lowe (8:29) Martin Gélinas (17:54) Anatoli Semjonow (31:18) Petr Klíma (84:48) | Great Western Forum, Inglewood, Kalifornien Zuschauer: 16.005 |

| 22. April 1991 | Edmonton Oilers Jeff Beukeboom (24:48) Esa Tikkanen (51:16) Anatoli Semjonow (54:55) Esa Tikkanen (80:48) | 4:3 n. V. (0:0, 1:1, 2:2, 0:0, 1:0) Spielbericht Stand: 2:1 | Los Angeles Kings Luc Robitaille (38:08) John Tonelli (45:38) John Tonelli (51:52) | Northlands Coliseum, Edmonton, Alberta Zuschauer: 17.503 |

| 24. April 1991 | Edmonton Oilers Charlie Huddy (12:07) Joe Murphy (18:40) Martin Gélinas (19:23) Petr Klíma (41:49) | 4:2 (3:1, 0:1, 1:0) Spielbericht Stand: 3:1 | Los Angeles Kings Larry Robinson (16:34) Steve Duchesne (39:30) | Northlands Coliseum, Edmonton, Alberta Zuschauer: 17.503 |

| 26. April 1991 | Los Angeles Kings Steve Kasper (12:48) Luc Robitaille (15:08) Luc Robitaille (19:03) Luc Robitaille (33:42) Todd Elik (55:04) | 5:2 (3:1, 1:0, 1:1) Spielbericht Stand: 2:3 | Edmonton Oilers Anatoli Semjonow (10:01) Glenn Anderson (45:04) | Great Western Forum, Inglewood, Kalifornien Zuschauer: 16.005 |

| 24. April 1991 | Edmonton Oilers Craig Simpson (7:49) Esa Tikkanen (22:03) Esa Tikkanen (52:38) Craig MacTavish (76:57) | 4:3 n. V. (1:0, 1:2, 1:1, 1:0) Spielbericht Stand: 4:2 | Los Angeles Kings Tomas Sandström (31:21) Luc Robitaille (34:34) Mike Donnelly (44:27) | Northlands Coliseum, Edmonton, Alberta Zuschauer: 17.503 |

## Conference-Finale

### Prince of Wales Conference

#### (A1) Boston Bruins – (P1) Pittsburgh Penguins
| 1. Mai 1991 | Boston Bruins Craig Janney (5:31) Kevin Stevens (8:28) Bob Sweeney (23:23) Cam Neely (35:35) Dave Christian (52:17) Ray Bourque (56:02) | 6:3 (2:2, 2:0, 2:1) Spielbericht Stand: 1:0 | Pittsburgh Penguins Joe Mullen (1:25) Cam Neely (16:02) Bob Errey (46:08) | Boston Garden, Boston, Massachusetts Zuschauer: 14.448 |

| 3. Mai 1991 | Boston Bruins Cam Neely (5:23) Glen Wesley (11:53) Ray Bourque (20:38) Craig Janney (56:49) Vladimír Růžička (68:14) | 5:4 n. V. (2:2, 1:0, 1:2, 1:0) Spielbericht Stand: 2:0 | Pittsburgh Penguins Kevin Stevens (5:36) Mario Lemieux (16:34) Mark Recchi (51:01) Mario Lemieux (53:00) | Boston Garden, Boston, Massachusetts Zuschauer: 14.448 |

| 5. Mai 1991 | Pittsburgh Penguins Kevin Stevens (13:31) Ron Francis (25:01) Grant Jennings (30:40) Mario Lemieux (33:11) | 4:1 (1:0, 3:1, 0:0) Spielbericht Stand: 1:2 | Boston Bruins Ray Bourque (30:24) | Civic Arena, Pittsburgh, Pennsylvania Zuschauer: 16.164 |

| 7. Mai 1991 | Pittsburgh Penguins Bob Errey (8:49) Joe Mullen (32:08) Mario Lemieux (50:23) Kevin Stevens (57:22) | 4:1 (1:0, 1:0, 2:1) Spielbericht Stand: 2:2 | Boston Bruins Dave Christian (48:38) | Civic Arena, Pittsburgh, Pennsylvania Zuschauer: 16.164 |

| 9. Mai 1991 | Boston Bruins Don Sweeney (0:40) Craig Janney (19:27) | 2:7 (2:3, 0:2, 0:2) Spielbericht Stand: 2:3 | Pittsburgh Penguins Kevin Stevens (7:55) Mario Lemieux (12:04) Bryan Trottier (15:49) Kevin Stevens (33:04) Paul Stanton (37:02) Larry Murphy (41:08) Ulf Samuelsson (45:36) | Boston Garden, Boston, Massachusetts Zuschauer: 14.448 |

| 11. Mai 1991 | Pittsburgh Penguins Larry Murphy (31:45) Phil Bourque (37:17) Gordie Roberts (50:08) Mark Recchi (55:40) Mario Lemieux (59:32) | 5:3 (0:0, 2:2, 3:1) Spielbericht Stand: 4:2 | Boston Bruins Cam Neely (27:16) Ken Hodge (29:33) Don Sweeney (52:13) | Civic Arena, Pittsburgh, Pennsylvania Zuschauer: 16.164 |

### Clarence Campbell Conference

#### (S3) Edmonton Oilers – (N4) Minnesota North Stars
| 2. Mai 1991 | Edmonton Oilers Steve Smith (2:15) | 1:3 (1:1, 0:1, 0:1) Spielbericht Stand: 0:1 | Minnesota North Stars Neal Broten (15:11) Dave Gagner (28:05) Gaétan Duchesne (56:21) | Northlands Coliseum, Edmonton, Alberta Zuschauer: 17.082 |

| 4. Mai 1991 | Edmonton Oilers Petr Klíma (6:14) Petr Klíma (8:23) Petr Klíma (11:27) Charlie Huddy (19:27) Glenn Anderson (36:02) Anatoli Semjonow (37:12) Glenn Anderson (43:06) | 7:2 (4:1, 2:1, 1:0) Spielbericht Stand: 1:1 | Minnesota North Stars Dave Gagner (1:55) Stewart Gavin (30:19) | Northlands Coliseum, Edmonton, Alberta Zuschauer: 17.503 |

| 6. Mai 1991 | Minnesota North Stars Mike Modano (4:00) Brian Propp (9:52) Mark Tinordi (18:36) Bobby Smith (30:41) Brian Bellows (37:25) Brian Bellows (42:23) Shane Churla (58:45) | 7:3 (3:1, 2:2, 2:0) Spielbericht Stand: 2:1 | Edmonton Oilers Kelly Buchberger (11:09) Craig Simpson (25:15) Craig Simpson (33:37) | Met Center, Bloomington, Minnesota Zuschauer: 15.073 |

| 8. Mai 1991 | Minnesota North Stars Marc Bureau (13:07) Mike Modano (13:25) Dave Gagner (21:03) Neil Wilkinson (24:57) Neal Broten (39:33) | 5:1 (2:1, 3:0, 0:0) Spielbericht Stand: 3:1 | Edmonton Oilers Craig MacTavish (8:40) | Met Center, Bloomington, Minnesota Zuschauer: 15.274 |

| 10. Mai 1991 | Edmonton Oilers Esa Tikkanen (30:33) Mark Messier (44:18) | 2:3 (0:2, 1:0, 1:1) Spielbericht Stand: 1:4 | Minnesota North Stars Mark Tinordi (2:06) Marc Bureau (12:23) Bobby Smith (44:59) | Northlands Coliseum, Edmonton, Alberta Zuschauer: 17.503 |

## Stanley-Cup-Finale

### (P1) Pittsburgh Penguins – (N4) Minnesota North Stars
| 15. Mai 1991 | Pittsburgh Penguins Ulf Samuelsson (3:45) Mario Lemieux (23:54) Scott Young (27:43) Joe Mullen (50:35) | 4:5 (1:2, 2:2, 1:1) Spielbericht Stand: 0:1 | Minnesota North Stars Neal Broten (6:32) Ulf Dahlén (9:49) Marc Bureau (26:53) Neal Broten (37:01) Bobby Smith (41:39) | Civic Arena, Pittsburgh, Pennsylvania Zuschauer: 16.164 |

| 17. Mai 1991 | Pittsburgh Penguins Bob Errey (14:26) Kevin Stevens (19:10) Mario Lemieux (35:04) Kevin Stevens (36:32) | 4:1 (2:0, 2:1, 0:0) Spielbericht Stand: 1:1 | Minnesota North Stars Mike Modano (20:55) | Civic Arena, Pittsburgh, Pennsylvania Zuschauer: 16.164 |

| 19. Mai 1991 | Minnesota North Stars Dave Gagner (27:21) Bobby Smith (27:54) Gaétan Duchesne (42:01) | 3:1 (0:0, 2:0, 1:1) Spielbericht Stand: 2:1 | Pittsburgh Penguins Phil Bourque (41:23) | Met Center, Bloomington, Minnesota Zuschauer: 15.378 |

| 21. Mai 1991 | Minnesota North Stars Dave Gagner (18:22) Brian Propp (33:10) Mike Modano (38:25) | 3:5 (1:3, 2:1, 0:1) Spielbericht Stand: 2:2 | Pittsburgh Penguins Kevin Stevens (0:58) Ron Francis (2:36) Mario Lemieux (2:58) Bryan Trottier (29:55) Phil Bourque (59:45) | Met Center, Bloomington, Minnesota Zuschauer: 15.378 |

| 23. Mai 1991 | Pittsburgh Penguins Mario Lemieux (5:52) Kevin Stevens (10:08) Mark Recchi (11:45) Mark Recchi (13:41) Ron Francis (36:26) Troy Loney (58:21) | 6:4 (4:1, 1:1, 1:2) Spielbericht Stand: 3:2 | Minnesota North Stars Neal Broten (14:55) Dave Gagner (26:54) Ulf Dahlén (41:36) Dave Gagner (47:42) | Civic Arena, Pittsburgh, Pennsylvania Zuschauer: 16.164 |

| 25. Mai 1991 | Minnesota North Stars | 0:8 (0:3, 0:3, 0:2) Spielbericht Stand: 2:4 | Pittsburgh Penguins Ulf Samuelsson (2:00) Mario Lemieux (12:19) Joe Mullen (13:14) Bob Errey (33:15) Ron Francis (34:28) Joe Mullen (38:44) Jim Paek (41:29) Larry Murphy (53:45) | Met Center, Bloomington, Minnesota Zuschauer: 15.378 |

### Stanley-Cup-Sieger
Der Stanley-Cup-Sieger Pittsburgh Penguins ließ traditionell insgesamt 41 Personen, davon 27 Spieler sowie einige Funktionäre, darunter der Trainerstab und das Management, auf den Sockel der Trophäe eingravieren. Trainer Bob Johnson war erst der zweite in den Vereinigten Staaten geborene Trainer eines Stanley-Cup-Siegers. Nur Bill Stewart war dies zuvor 1938 gelungen.
Unter den Funktionären waren auch die Assistenztrainer Rick Kehoe und Barry Smith sowie Scotty Bowman als Sportdirektor. Für die Spieler gilt dabei, dass sie entweder 41 Partien für die Mannschaft in der regulären Saison bestritten haben sollten oder eine Partie in der Finalserie. Jay Caufield stand nur bei 23 Spielen im Kader der Penguins und wurde dennoch berücksichtigt.
Die 27 Spieler Pittsburghs setzen sich aus drei Torhütern, neun Verteidigern und 15 Angreifern zusammen. Im Kader der Penguins standen drei Europäer. Jiří Hrdina war der erste Europäer, der mit zwei unterschiedlichen Teams den Stanley Cup gewinnen konnte. Bereits 1989 stand er im erfolgreichen Kader der Calgary Flames. Bryan Trottier hatte bereits Anfang der 1980er Jahre den Cup vier Mal mit den New York Islanders gewonnen.
| Stanley-Cup-Sieger Pittsburgh Penguins | Torhüter: Tom Barrasso, Frank Pietrangelo, Wendell Young Verteidiger: Paul Coffey, Randy Hillier, Grant Jennings, Larry Murphy, Jim Paek, Gordie Roberts, Ulf Samuelsson, Paul Stanton, Peter Taglianetti Angreifer: Phil Bourque, Jay Caufield, Bob Errey, Ron Francis, Randy Gilhen, Jiří Hrdina, Jaromír Jágr, Mario Lemieux (C), Troy Loney, Joe Mullen, Barry Pederson, Mark Recchi, Kevin Stevens, Bryan Trottier, Scott Young Cheftrainer: Bob Johnson General Manager: Craig Patrick |

## Beste Scorer
Abkürzungen: GP = Spiele, G = Tore, A = Assists, Pts = Punkte, +/− = Plus/Minus, PIM = Strafminuten; Fett: Bestwert
| Spieler       | Team       | GP | G  | A  | Pts | +/− | PIM |
| ------------- | ---------- | -- | -- | -- | --- | --- | --- |
| Mario Lemieux | Pittsburgh | 23 | 16 | 28 | 44  | +14 | 16  |
| Mark Recchi   | Pittsburgh | 24 | 10 | 24 | 34  | +6  | 33  |
| Kevin Stevens | Pittsburgh | 24 | 17 | 16 | 33  | +14 | 53  |
| Brian Bellows | Minnesota  | 23 | 10 | 19 | 29  | −6  | 30  |
| Dave Gagner   | Minnesota  | 23 | 12 | 15 | 27  | −4  | 28  |
| Ray Bourque   | Boston     | 19 | 7  | 18 | 25  | −4  | 12  |
| Brian Propp   | Minnesota  | 23 | 8  | 15 | 23  | −4  | 28  |
| Larry Murphy  | Pittsburgh | 23 | 5  | 18 | 23  | +17 | 44  |
| Neal Broten   | Minnesota  | 23 | 9  | 13 | 22  | +2  | 6   |
| Craig Janney  | Boston     | 18 | 4  | 18 | 22  | −4  | 11  |

Joe Mullen von den Pittsburgh Penguins erreichte in der Plus/Minus-Statistik ebenfalls einen Wert von +17.

## Beste Torhüter
Die kombinierte Tabelle zeigt die jeweils drei besten Torhüter in den Kategorien Gegentorschnitt und Fangquote sowie die jeweils Führenden in den Kategorien Shutouts und Siege.
Abkürzungen: GP = Spiele, Min = Eiszeit (in Minuten), W = Siege, L = Niederlagen, GA = Gegentore, SO = Shutouts, Sv% = gehaltene Schüsse (in %), GAA = Gegentorschnitt; Fett: Bestwert; Sortiert nach Gegentorschnitt.
 Erfasst werden nur Torhüter mit 180 absolvierten Spielminuten.
| Spieler           | Team        | GP | Min     | W  | L | GA | SO | Sv%  | GAA  |
| ----------------- | ----------- | -- | ------- | -- | - | -- | -- | ---- | ---- |
| Tom Barrasso      | Pittsburgh  | 20 | 1175:23 | 12 | 7 | 51 | 1  | 91,9 | 2,60 |
| Mike Richter      | NY Rangers  | 6  | 312:46  | 2  | 4 | 14 | 1  | 92,3 | 2,69 |
| Kelly Hrudey      | Los Angeles | 12 | 798:13  | 6  | 6 | 37 | 0  | 90,3 | 2,78 |
| Don Beaupre       | Washington  | 11 | 624:19  | 5  | 5 | 29 | 1  | 90,1 | 2,79 |
| Jon Casey         | Minnesota   | 23 | 1204:31 | 14 | 7 | 61 | 1  | 89,3 | 3,04 |
| Vincent Riendeau  | St. Louis   | 13 | 686:32  | 6  | 7 | 35 | 1  | 88,1 | 3,06 |
| Frank Pietrangelo | Pittsburgh  | 5  | 287:42  | 4  | 1 | 15 | 1  | 89,9 | 3,13 |